# Djupen (Ramnäs socken, Västmanland)
Djupen är en sjö i Surahammars kommun i Västmanland och ingår i Norrströms huvudavrinningsområde. Sjön har en area på 0,0981 kvadratkilometer och ligger 63 meter över havet. Sjön avvattnas av vattendraget Kölstaån.

## Delavrinningsområde
Djupen ingår i det delavrinningsområde (662364-151653) som SMHI kallar för Ovan 662210-151743. Medelhöjden är 85 meter över havet och ytan är 6,31 kvadratkilometer. Det finns inga avrinningsområden uppströms utan avrinningsområdet är högsta punkten. Kölstaån som avvattnar avrinningsområdet har biflödesordning 4, vilket innebär att vattnet flödar genom totalt 4 vattendrag innan det når havet efter 174 kilometer. Avrinningsområdet består mestadels av skog (70 procent) och jordbruk (10 procent). Avrinningsområdet har 0,1 kvadratkilometer vattenytor vilket ger det en sjöprocent på 1,5 procent.